# سلوى روزفلت
سلوى كارمن شقير لاكي روزفلت (بالإنجليزية: Selwa Roosevelt) (ولدت في 13 يناير 1929) هي رئيسة مراسم الولايات المتحدة ‏ لقرابة سبع سنوات من عام 1982 حتى 1989 خدمت في هذا المنصب أطول من أي شخص تقيده. تحولت من مذهب الموحدون الدروز إلى المسيحية الميثودية.